# Bogogobo
Bogogobo – wieś w Botswanie w dystrykcie Kgalagadi. Znajduje się przy granicy z Republiką Południowej Afryki. Według spisu ludności z 2001 roku wieś liczyła 341 mieszkańców.